# Ichthydium macrocapitatum
Ichthydium macrocapitatum är en djurart som tillhör fylumet bukhårsdjur, och som beskrevs av Fusa Sudzuki H. 1971. Ichthydium macrocapitatum ingår i släktet Ichthydium och familjen Chaetonotidae. Inga underarter finns listade i Catalogue of Life.